# Eleição para o Senado federal pelo Arkansas em 2010
A eleição para o senado do estado americano do Arkansas em 2010 foi realizada no dia 2 de novembro de 2010. Blanche Lincoln é candidata à reeleição.O Arkansas elegeu apenas um senador republicano desde a Reconstrução, que foi derrotado depois de seu primeiro mandato em 2002 por Mark Pryor.O vencedor da eleição foi John Boozman com 97,2% das urnas apuradas Boozman tinha mais de 57,7% dos votos contra 37,2% de Blanche Lincoln,ou seja uma vantagem de 20,5% dos votos.

## Primária Democrata
| Primária Democrata | Primária Democrata | Primária Democrata | Primária Democrata | Primária Democrata | Primária Democrata |
| Partido            | Candidato          | Votos              | %                  |                    |                    |
| Democrata          | Blanche Lincoln    | 146.579            | 44,5%              |                    |                    |
| Democrata          | Bill Halter        | 140.081            | 42,5%              |                    |                    |
| Democrata          | D.C. Morrison      | 42.695             | 13,0%              |                    |                    |
| Total              | Total              | 329.355            | 100%               |                    |                    |
| ------------------ | ------------------ | ------------------ | ------------------ | ------------------ | ------------------ |

| Primária Democrata (Segundo Turno) | Primária Democrata (Segundo Turno) | Primária Democrata (Segundo Turno) | Primária Democrata (Segundo Turno) | Primária Democrata (Segundo Turno) | Primária Democrata (Segundo Turno) |
| Partido                            | Candidato                          | Votos                              | %                                  |                                    |                                    |
| Democrata                          | Blanche Lincoln                    | 134.758                            | 52,0%                              |                                    |                                    |
| Democrata                          | Bill Halter                        | 124.405                            | 48,0%                              |                                    |                                    |
| Total                              | Total                              | 259.163                            | 100%                               |                                    |                                    |
| ---------------------------------- | ---------------------------------- | ---------------------------------- | ---------------------------------- | ---------------------------------- | ---------------------------------- |

## Primária Republicana
| Primária Democrata | Primária Democrata | Primária Democrata | Primária Democrata | Primária Democrata | Primária Democrata |
| Partido            | Candidato          | Votos              | %                  |                    |                    |
| Republicano        | John Boozman       | 75.010             | 52,7%              |                    |                    |
| Republicano        | Jim Holt           | 24.826             | 17,5%              |                    |                    |
| Total              | Total              | 99.836             | 100%               |                    |                    |
| ------------------ | ------------------ | ------------------ | ------------------ | ------------------ | ------------------ |

## Resultado
| Eleição para o senado de Arkansas em 2010 | Eleição para o senado de Arkansas em 2010 | Eleição para o senado de Arkansas em 2010 | Eleição para o senado de Arkansas em 2010 | Eleição para o senado de Arkansas em 2010 | Eleição para o senado de Arkansas em 2010 |
| Partido                                   | Candidato                                 | Votos                                     | %                                         |                                           |                                           |
| Republicano                               | John Boozman                              | 432.322                                   | 60,75%                                    |                                           |                                           |
| Democrata                                 | Blanche Lincoln                           | 279.281                                   | 39,25%                                    |                                           |                                           |
| votos válidos                             | votos válidos                             | 711.603                                   | 100%                                      |                                           |                                           |
| Inválido ou votos em branco               | Inválido ou votos em branco               |                                           |                                           |                                           |                                           |
| Total                                     | Total                                     |                                           |                                           |                                           |                                           |
| ----------------------------------------- | ----------------------------------------- | ----------------------------------------- | ----------------------------------------- | ----------------------------------------- | ----------------------------------------- |